# 中国农工民主党甘肃省委员会
中国农工民主党甘肃省委员会，简称农工党甘肃省委、甘肃农工党，是中国农工民主党在甘肃省的地方组织。